# Temporada 1977 del Campeonato Mundial de Resistencia

## Carreras
| 500 Kilómetros de Dijon 17/04/1977 Dijon-Prenois                 | 500 Kilómetros de Dijon 17/04/1977 Dijon-Prenois | 500 Kilómetros de Dijon 17/04/1977 Dijon-Prenois | 500 Kilómetros de Dijon 17/04/1977 Dijon-Prenois | 500 Kilómetros de Dijon 17/04/1977 Dijon-Prenois | 500 Kilómetros de Dijon 17/04/1977 Dijon-Prenois |
| Pos                                                              | N°                                               | Piloto                                           | Auto                                             | Equipo                                           | Clase                                            |
| ---------------------------------------------------------------- | ------------------------------------------------ | ------------------------------------------------ | ------------------------------------------------ | ------------------------------------------------ | ------------------------------------------------ |
| 1°                                                               | 1                                                | Merzario / Jarier                                | Alfa Romeo T33/SC/12                             | Autodelta SpA                                    | S3.0                                             |
| 2°                                                               | 29                                               | "Amphicar" / Virgilio                            | Osella PA5 BMW                                   | Ateneo                                           | S2.0                                             |
| 3°                                                               | 24                                               | De Cadenet / Berg                                | Lola T294S Ford                                  | Dorset Racing Associates                         | S2.0                                             |
| 4°                                                               | 23                                               | Pettiti / Bormida                                | Osella PA5 BMW                                   | Torino Corse                                     | S2.0                                             |
| 5°                                                               | 21                                               | Pignard / Bos / Stalder                          | Chevron B36 ROC                                  | Racing Organisation Course                       | S2.0                                             |
| 6°                                                               | 34                                               | Luini / Plastina / Pochon                        | Cheetah G601 BMW                                 | Cheetah Automobiles                              | S2.0                                             |
| 7°                                                               | 35                                               | Müller / Cescato                                 | Chevron B21/23 Ford                              | Formel Rennsport Club, Zúrich                    | S2.0                                             |
| 8°                                                               | 7                                                | Jöst / Haldi                                     | Porsche 908/3 Turbo                              | Joest Racing                                     | S3.0                                             |
| 9°                                                               | 6                                                | Stommelen                                        | TOJ SC302 Ford                                   | Jörg Obermoser                                   | S3.0                                             |
| 10°                                                              | 22                                               | Quester / Francia                                | Osella PA5 BMW                                   | Enzo Osella                                      | S2.0                                             |
| 11°                                                              | 30                                               | Lemerle / Levié                                  | Lola T294 ROC                                    | Jean-Marie Lemerle                               | S2.0                                             |
| 12°                                                              | 2                                                | Brambilla / Watson                               | Alfa Romeo T33/SC/12                             | Autodelta SpA                                    | S3.0                                             |
| 13°                                                              | 8                                                | Lunger / McKitterick                             | Porsche 908/3                                    | Joest Racing                                     | S3.0                                             |
| 14°                                                              | 31                                               | Brillat / Vuagnat                                | Cheetah G601 BMW                                 | Daniel Brillat                                   | S2.0                                             |
| 15°                                                              | 33                                               | Charnell / Bracey                                | Chevron B31 Hart                                 | Bracey/Charnell                                  | S2.0                                             |
| 16°                                                              | 26                                               | Jenvey / Hayje                                   | Vogue SP2 Ford                                   | Lester Ray                                       | S2.0                                             |
| 17°                                                              | 28                                               | Strähl / Bernhard                                | Sauber C5 BMW                                    | Francy Racing                                    | S2.0                                             |
| 18°                                                              | 20                                               | Lafosse / Jaussaud                               | Chevron B36 ROC                                  | Racing Organisation Course                       | S2.0                                             |
| 500 Kilómetros de Monza 24/04/1977 Autodromo Nazionale di Monza  |                                                  |                                                  |                                                  |                                                  |                                                  |
| Pos                                                              | N°                                               | Piloto                                           | Auto                                             | Equipo                                           | Clase                                            |
| 1°                                                               | 2                                                | Brambilla                                        | Alfa Romeo T33/SC/12                             | Autodelta                                        | S3.0                                             |
| 2°                                                               | 37                                               | Francia / Artina                                 | Osella PA5 BMW                                   | Osella Squadra Corse                             | S2.0                                             |
| 3°                                                               | 42                                               | Tesini / "Gianfranco"                            | Osella PA5 BMW                                   | Danilo Tesini (Torino Corse)                     | S2.0                                             |
| 4°                                                               | 19                                               | Peter Hoffmann                                   | McLaren M8F Chevrolet                            | Autohaus Karell Mainz                            | S5.0                                             |
| 5°                                                               | 28                                               | Colzani / Ciuti                                  | Osella PA4 BMW                                   | Jolly Club                                       | S2.0                                             |
| 6°                                                               | 39                                               | Schön / "Pal Joe"                                | Osella PA5 BMW                                   | Jolly Club                                       | S2.0                                             |
| 7°                                                               | 35                                               | Berg / Phillips                                  | Lola T294S Ford                                  | Dorset Racing Associates                         | S2.0                                             |
| 8°                                                               | 52                                               | Francisci / Fiaccadori                           | Chevron B31 Ford                                 | Claudio Francisci                                | S1.6                                             |
| 9°                                                               | 50                                               | Bracey / Charnell                                | Chevron B31 Hart                                 | Chandler Ibec International Team Lloyds          | S2.0                                             |
| 10°                                                              | 67                                               | Anastasio / Ceraolo                              | Osella PA4 BMW                                   | Pasquale Anastasio (Scuderia Nord Ovest)         | S1.3                                             |
| 11°                                                              | 58                                               | Prati / "Raul"                                   | Osella PA3 Ford                                  | Pier Ugo Prati (Scuderia S. Marco)               | S1.6                                             |
| 12°                                                              | 7                                                | Hild / Obermoser                                 | TOJ S301 Ford                                    | Team Warsteiner Eurorace                         | S3.0                                             |
| 13°                                                              | 51                                               | Sebastiani / Randaccio                           | Chevron B23 Ford                                 | Stefano Sebastiani                               | S1.6                                             |
| 14°                                                              | 40                                               | Morand / Blanc                                   | Lola T296 Ford                                   | G.V.E.A.                                         | S2.0                                             |
| 15°                                                              | 34                                               | McKitterick / Harrower                           | Lola T294S Ford                                  | Ultramar Lola                                    | S2.0                                             |
| 16°                                                              | 5                                                | Nesti / Niccolini                                | Chevron B27S Ford                                | Mauro Nesti (Scuderia Nord Ovest)                | S3.0                                             |
| 17°                                                              | 32                                               | Anzeloni / "Gimax"                               | Lola T296 BMW                                    | Giovanni Anzeloni (Torino Corse)                 | S2.0                                             |
| 18°                                                              | 24                                               | Pezzali / Ranzolin                               | Osella PA4 BMW                                   | Arcadio Pezzali                                  | S2.0                                             |
| 19°                                                              | 48                                               | Kessel / Camathias                               | Sauber C5 BMW                                    | Francy Racing                                    | S2.0                                             |
| 20°                                                              | 38                                               | "Amphicar" / Virgilio                            | Osella PA5 BMW                                   | Scuderia Ateneo                                  | S2.0                                             |
| 21°                                                              | 46                                               | Strähl / Bernhard                                | Sauber C5 BMW                                    | Francy Racing                                    | S2.0                                             |
| 22°                                                              | 41                                               | Pettiti / Filannino                              | Osella PA5 BMW                                   | Ermanno Pettiti (Torino Corse)                   | S2.0                                             |
| 23°                                                              | 61                                               | Milano / Pozzo                                   | Osella PA4 BMW                                   | Franco Milano (Torino Corse)                     | S1.6                                             |
| 24°                                                              | 53                                               | Smittarello / Giuliani                           | Chevron B21 Ford                                 | Ubaldo Smittarello                               | S1.6                                             |
| 25°                                                              | 21                                               | Brillat / Vuagnat                                | Cheetah G501 BMW                                 | Daniel Brillat                                   | S2.0                                             |
| 26°                                                              | 63                                               | Zenone / Pain                                    | Osella PA5 Ford                                  | Adelino Zenone (Scuderia S. Marco)               | S1.6                                             |
| 27°                                                              | 62                                               | Onori / Orsi                                     | Osella PA5 Ford                                  | Marco Onori                                      | S1.6                                             |
| 28°                                                              | 64                                               | "Gero"                                           | AMS 277 Ford                                     | A M S                                            | S1.3                                             |
| 29°                                                              | 9                                                | Jöst / Lunger                                    | Porsche 908/3 Turbo                              | Joest Racing                                     | S3.0                                             |
| 30°                                                              | 3                                                | Merzario                                         | Alfa Romeo T33/SC/12                             | Autodelta                                        | S3.0                                             |
| 31°                                                              | 43                                               | Giliberti / Giannotti                            | Osella PA5 BMW                                   | Lloyd Centauro Italiano                          | S2.0                                             |
| 32°                                                              | 6                                                | Stommelen / Obermoser                            | TOJ SC302 Ford                                   | Team Warsteiner Eurorace                         | S3.0                                             |
| 33°                                                              | 15                                               | Lombardi / Pianta                                | Lola T282 Ford                                   | Jolly Club                                       | S3.0                                             |
| 34°                                                              | 31                                               | Mussa / Giorgio                                  | GRD S74 Ford                                     | Pier Giorgio Mussa (Scuderia Nord Ovest)         | S2.0                                             |
| 400 Kilómetros de Vallelunga 02/06/1977 Autódromo de Vallelunga  |                                                  |                                                  |                                                  |                                                  |                                                  |
| Pos                                                              | N°                                               | Piloto                                           | Auto                                             | Equipo                                           | Clase                                            |
| 1°                                                               | 2                                                | Brambilla                                        | Alfa Romeo T33/SC/12                             | Autodelta SpA                                    | S3.0                                             |
| 2°                                                               | 1                                                | Merzario                                         | Alfa Romeo T33/SC/12                             | Autodelta SpA                                    | S3.0                                             |
| 3°                                                               | 22                                               | Giorgio Francia                                  | Osella PA5 BMW                                   |                                                  | S2.0                                             |
| 4°                                                               | 33                                               | Claudio Francisci                                | Chevron B31 Ford                                 |                                                  | S1.6                                             |
| 5°                                                               | 18                                               | "Amphicar" / Moreschi                            | Osella PA5 BMW                                   |                                                  | S2.0                                             |
| 6°                                                               | 14                                               | Tesini / "Gianfranco"                            | Osella PA5 BMW                                   |                                                  | S2.0                                             |
| 7°                                                               | 31                                               | Cerulli-Irelli / Giorgio                         | AMS 277 Fiat                                     |                                                  | S1.6                                             |
| 8°                                                               | 27                                               | Piazzi / Zorzi                                   | Chevron B36 BMW                                  |                                                  | S2.0                                             |
| 9°                                                               | 23                                               | Parpinelli / Cambiaghi                           | Osella PA2 Abarth                                |                                                  | S2.0                                             |
| 10°                                                              | 7                                                | Ottomano / Gargano                               | Alfa Romeo T33/TT/3                              |                                                  | S3.0                                             |
| 11°                                                              | 37                                               | Pezzali / Zenone                                 | Osella PA5 Ford                                  |                                                  | S1.6                                             |
| 12°                                                              | 15                                               | Filannino / Pettiti                              | Osella PA5 BMW                                   |                                                  | S2.0                                             |
| 13°                                                              | 56                                               | "Robin Hood"                                     | AMS - Ford                                       |                                                  | S1.3                                             |
| 14°                                                              | 34                                               | Randaccio / Sebastiani                           | Chevron B26 Ford                                 |                                                  | S1.6                                             |
| 15°                                                              | 55                                               | Grassi / Palangio                                | Chevron B26 Alfa Romeo                           |                                                  | S1.3                                             |
| 16°                                                              | 4                                                | Lella Lombardi                                   | Lola T282 Ford                                   |                                                  | S3.0                                             |
| 17°                                                              | 16                                               | Justice / Julienne                               | Lola T294 ROC                                    |                                                  | S2.0                                             |
| 18°                                                              | 12                                               | Anzeloni / Flammini                              | Lola T296 BMW                                    |                                                  | S2.0                                             |
| 19°                                                              | 54                                               | Gallo / "Pibo"                                   | Osella PA5 Alfa Romeo                            |                                                  | S1.3                                             |
| 20°                                                              | 38                                               | Solinas / Maggiora                               | Osella PA5 Ford                                  |                                                  | S1.6                                             |
| 21°                                                              | 11                                               | "Gimax" / Turizio                                | Osella PA5 Armaroli                              |                                                  | S2.0                                             |
| 22°                                                              | 53                                               | Anastasio / Ceraolo                              | Osella PA5 Ford                                  |                                                  | S1.3                                             |
| 23°                                                              | 32                                               | Marazzi / "Gero"                                 | AMS - Ford                                       |                                                  | S1.6                                             |
| 24°                                                              | 26                                               | Giannotti / Gilberti                             | Osella PA3 Ford                                  |                                                  | S2.0                                             |
| 500 Kilómetros de Pergusa 19/06/1977 Autódromo de Pergusa        |                                                  |                                                  |                                                  |                                                  |                                                  |
| Pos                                                              | N°                                               | Piloto                                           | Auto                                             | Equipo                                           | Clase                                            |
| 1°                                                               | 1                                                | Arturo Merzario                                  | Alfa Romeo T33/SC/12                             | Autodelta SpA                                    | S3.0                                             |
| 2°                                                               | 16                                               | Strähl / Bernhard                                | Sauber C5 BMW                                    | Francy Racing                                    | S2.0                                             |
| 3°                                                               | 41                                               | Ceraolo / Anastasio                              | Osella PA5 Ford                                  | Ateneo                                           | S1.3                                             |
| 4°                                                               | 31                                               | Siliprandi / Castro                              | Chevron B36 Ford                                 | Fabio Siliprandi                                 | S1.6                                             |
| 5°                                                               | 6                                                | Casoni / Manfredini                              | Lola T380 Ford                                   | Citta dei Mille                                  | S3.0                                             |
| 6°                                                               | 32                                               | Zenone / de Bartoli                              | Osella PA4 Ford                                  | Adelino Zenone                                   | S1.6                                             |
| 7°                                                               | 11                                               | "Amphicar" / Moreschi                            | Osella PA5 BMW                                   | Ateneo                                           | S2.0                                             |
| 8°                                                               | 33                                               | Caci / "Bronson"                                 | Chevron B23 Ford                                 | Girolama Caci                                    | S1.6                                             |
| 9°                                                               | 15                                               | Tesini / Pettiti                                 | Osella PA5 BMW                                   | Torino Corse                                     | S2.0                                             |
| 10°                                                              | 52                                               | "Jumbo" / La Pera                                | AMS Dallara 1000 Ford                            | Catania Corse                                    | S1.0                                             |
| 11°                                                              | 37                                               | "Bollinger" / Grimaldi                           | Chevron B23 Ford                                 | Etna                                             | S1.6                                             |
| 12°                                                              | 35                                               | Rovella / "Joney"                                | Lola T294 Ford                                   | Rovella                                          | S1.6                                             |
| 13°                                                              | 24                                               | Floridia / Veninata                              | Chevron B36 Ford                                 | Armando Floridia                                 | S2.0                                             |
| 14°                                                              | 19                                               | Lombardi / Anzeloni                              | Osella PA5 BMW                                   | Osella Squadra Corse                             | S2.0                                             |
| 15°                                                              | 21                                               | Barberio / Virgilio                              | Osella PA5 BMW                                   | Catania Corse                                    | S2.0                                             |
| 16°                                                              | 44                                               | Rito / Gruttadauria                              | Osa - Fiat                                       | Nissena                                          | S1.3                                             |
| 17°                                                              | 14                                               | Schön / "Pal Joe"                                | Osella PA4 BMW                                   | Jolly Club                                       | S2.0                                             |
| 18°                                                              | 12                                               | Restivo / Merendino                              | Chevron B36 BMW                                  | Ateneo                                           | S2.0                                             |
| 19°                                                              | 26                                               | Ghislotti / Camathias                            | Lola T296 BMW                                    | Citta dei Mille                                  | S2.0                                             |
| 20°                                                              | 2                                                | Francia / Dini                                   | Alfa Romeo T33/SC/12                             | Autodelta SpA                                    | S3.0                                             |
| 21°                                                              | 7                                                | Ottomano / Gargano                               | Alfa Romeo T33/TT/3                              | Bruno Ottomano                                   | S3.0                                             |
| 2 Horas de Estoril 10/07/1977 Autódromo do Estoril               |                                                  |                                                  |                                                  |                                                  |                                                  |
| Pos                                                              | N°                                               | Piloto                                           | Auto                                             | Equipo                                           | Clase                                            |
| 1°                                                               | 1                                                | Arturo Merzario                                  | Alfa Romeo T33/SC/12                             | Autodelta SpA                                    | S3.0                                             |
| 2°                                                               | 2                                                | Vittorio Brambilla                               | Alfa Romeo T33/SC/12                             | Autodelta SpA                                    | S3.0                                             |
| 3°                                                               | 3                                                | Francia / Dini                                   | Alfa Romeo T33/SC/12                             | Autodelta SpA                                    | S3.0                                             |
| 4°                                                               | 8                                                | Chris Craft                                      | Lola T296 Ford                                   | Lola Cars                                        | S2.0                                             |
| 5°                                                               | 7                                                | Strähl / Bernhard                                | Sauber C5 BMW                                    | Francy Racing                                    | S2.0                                             |
| 6°                                                               | 5                                                | Bracey / Birchenhough                            | Lola T294S Ford                                  | Dorset Racing                                    | S2.0                                             |
| 7°                                                               | 6                                                | Birrane / Clark                                  | Lola T294S Ford                                  | Dorset Racing                                    | S2.0                                             |
| 8°                                                               | 9                                                | Orlando Gonçalves                                | Bravo BR77 Ford                                  | O. Concalves                                     | S2.0                                             |
| 500 Kilómetros de Le Castellet 24/07/1977 Circuito Paul Ricard   |                                                  |                                                  |                                                  |                                                  |                                                  |
| Pos                                                              | N°                                               | Piloto                                           | Auto                                             | Equipo                                           | Clase                                            |
| 1°                                                               | 1                                                | Merzario / Jarier                                | Alfa Romeo T33/SC/12                             | Autodelta SpA                                    | S3.0                                             |
| 2°                                                               | 3                                                | Obermoser / Rousselot                            | TOJ SC302 Ford                                   | Jörg Obermoser                                   | S3.0                                             |
| 3°                                                               | 28                                               | Jaussaud / Henry                                 | Chevron B31 ROC                                  |                                                  | S2.0                                             |
| 4°                                                               | 11                                               | Charnell / Smith                                 | Chevron B31 Ford                                 | Mogil Motors                                     | S2.0                                             |
| 5°                                                               | 37                                               | Strähl / Bernhard                                | Sauber C5 BMW                                    | Francy Racing                                    | S2.0                                             |
| 6°                                                               | 23                                               | Morand / Blanc / Alliot                          | Lola T296 Ford                                   |                                                  | S2.0                                             |
| 7°                                                               | 17                                               | Tesini / Pettiti                                 | Osella PA5 BMW                                   |                                                  | S2.0                                             |
| 8°                                                               | 50                                               | Finotto / Camathias                              | Porsche 935                                      | Jolly Club                                       | Gr.5                                             |
| 9°                                                               | 18                                               | Milano / Pozzo                                   | Osella PA4 Ford                                  |                                                  | S2.0                                             |
| 10°                                                              | 42                                               | Haldi / Ferrier                                  | Porsche 934                                      |                                                  | Gr.5                                             |
| 11°                                                              | 15                                               | Marsland / Bracey                                | Chevron B36 Hart                                 |                                                  | S2.0                                             |
| 12°                                                              | 19                                               | Onori / Orsi                                     | Osella PA5 Ford                                  |                                                  | S2.0                                             |
| 13°                                                              | 40                                               | Simonsen / Leim                                  | Porsche Carrera RSR                              | Kurt Simonsen                                    | GT                                               |
| 14°                                                              | 46                                               | Moretti / Schön                                  | Porsche 934                                      | Jolly Club                                       | GT                                               |
| 15°                                                              | 47                                               | Verney / Striebig                                | Porsche Carrera RSR                              |                                                  | GT                                               |
| 16°                                                              | 21                                               | Vaglio / Vaglio                                  | Osella PA1 Abarth                                |                                                  | S2.0                                             |
| 17°                                                              | 7                                                | Hild / Link                                      | KMW SP30 Porsche                                 | Karl-Adolf Kneip                                 | S3.0                                             |
| 18°                                                              | 2                                                | Vittorio Brambilla                               | Alfa Romeo T33/SC/12                             | Autodelta SpA                                    | S3.0                                             |
| 19°                                                              | 27                                               | Dufréne / Servanin                               | Chevron B31 ROC                                  |                                                  | S2.0                                             |
| 20°                                                              | 29                                               | Lemerle / Levié                                  | Lola T294 ROC                                    | Jean-Marie Lemerle                               | S2.0                                             |
| 21°                                                              | 16                                               | Morrison / Jenvey                                | Vogue SP2 Ford                                   |                                                  | S2.0                                             |
| 22°                                                              | 33                                               | Luini / Gueissaz / Plastina                      | Cheetah G501 Ford                                |                                                  | S2.0                                             |
| 23°                                                              | 10                                               | Mallock / "Steve"                                | Lola T296 Ford                                   | Ultramar Racing Lola                             | S2.0                                             |
| 24°                                                              | 34T                                              | Quester / Truffo                                 | Osella PA5 BMW                                   | Osella Squadra Corse                             | S2.0                                             |
| 25°                                                              | 4                                                | von Bayern / Walz                                | TOJ SC302 Ford                                   | Jörg Obermoser                                   | S3.0                                             |
| 26°                                                              | 20                                               | Vuagnat / Brillat                                | Cheetah G601 BMW                                 |                                                  | S2.0                                             |
| 27°                                                              | 26                                               | Pignard / Dubois / Bos                           | Chevron B31 ROC                                  |                                                  | S2.0                                             |
| 28°                                                              | 25                                               | Cohen-Olivar / Daire                             | Lola T294 Ford                                   |                                                  | S2.0                                             |
| 29°                                                              | 24                                               | "Amphicar" / Anastasio                           | Osella PA5 BMW                                   |                                                  | S2.0                                             |
| 250 Kilómetros de Imola 04/09/1977 Autodromo Enzo e Dino Ferrari |                                                  |                                                  |                                                  |                                                  |                                                  |
| Pos                                                              | N°                                               | Piloto                                           | Auto                                             | Equipo                                           | Clase                                            |
| 1°                                                               | 2                                                | Vittorio Brambilla                               | Alfa Romeo T33/SC/12                             | Autodelta SpA                                    | S3.0                                             |
| 2°                                                               | 35                                               | Giorgio Francia                                  | Osella PA5 BMW                                   | Osella Squadra Corse                             | S2.0                                             |
| 3°                                                               | 27                                               | Anzeloni / Lombardi                              | Osella PA5 BMW                                   | Osella Squadra Corse                             | S2.0                                             |
| 4°                                                               | 61                                               | Francesco Cerulli-Irelli                         | AMS 277 Ford                                     | Francesco Cerulli-Irelli                         | S1.6                                             |
| 5°                                                               | 34                                               | Zorzi / Piazzi                                   | Chevron B36 BMW                                  | Giuseppe Piazzi                                  | S2.0                                             |
| 6°                                                               | 44                                               | Ghislotti / Camathias                            | Lola T296 BMW                                    | Citta dei Mille                                  | S2.0                                             |
| 7°                                                               | 28                                               | Pasquale Barberio                                | Osella PA5 BMW                                   | Pasquale Barberio                                | S2.0                                             |
| 8°                                                               | 11                                               | Peter Hoffmann                                   | McLaren M8F Chevrolet                            | Peter Hoffmann Racing                            | S5.0                                             |
| 9°                                                               | 32                                               | Pezzali / Perego                                 | Osella PA4 BMW                                   | Arcadio Pezzali                                  | S2.0                                             |
| 10°                                                              | 55                                               | Ubaldo Smittarello                               | Osella PA3 Ford                                  | Trentina                                         | S1.6                                             |
| 11°                                                              | 54                                               | "Robin Hood" / Francisci                         | Chevron B31 Ford                                 | "Robin Hood"                                     | S1.6                                             |
| 12°                                                              | 24                                               | Daniel Brillat                                   | Cheetah G601 BMW                                 | Daniel Brillat                                   | S2.0                                             |
| 13°                                                              | 22                                               | Bogani / "Luca Massimo"                          | Osella PA4 BMW                                   | Firenze Centro Vetrine                           | S2.0                                             |
| 14°                                                              | 30                                               | Locci                                            | Osella PA5 BMW                                   | Angelo Giliberti                                 | S2.0                                             |
| 15°                                                              | 28                                               | Jacobsen / Smith                                 | Chevron B26 Ford                                 | Robin Smith                                      | S2.0                                             |
| 16°                                                              | 21                                               | Marazzi                                          | Osella PA5 BMW                                   | Roberto Marazzi                                  | S2.0                                             |
| 17°                                                              | 43                                               | Parpinelli / Cambiaghi                           | Osella PA2 Ford                                  | Ruggero Parpinelli                               | S2.0                                             |
| 18°                                                              | 60                                               | Zenone / de Bartoli                              | Osella PA4 Ford                                  | San Marco                                        | S1.6                                             |
| 19°                                                              | 92                                               | Ceraolo / Anastasio                              | Osella PA5 Ford                                  | Nord-Ovest                                       | S1.3                                             |
| 20°                                                              | 62                                               | "Gero"                                           | AMS 277 Ford                                     | AMS                                              | S1.6                                             |
| 21°                                                              | 26                                               | Pozzo / Milano                                   | Osella PA4 Ford                                  | Torino Corse                                     | S2.0                                             |
| 22°                                                              | 23                                               | Eugen Strähl                                     | Sauber C5 BMW                                    | Francy Racing                                    | S2.0                                             |
| 23°                                                              | 25                                               | Pettiti / Tesini                                 | Osella PA5 BMW                                   | Torino Corse                                     | S2.0                                             |
| 24°                                                              | 1                                                | Merzario                                         | Alfa Romeo T33/SC/12                             | Autodelta SpA                                    | S3.0                                             |
| 25°                                                              | 41                                               | Guy Edwards                                      | Lola T296 Ford                                   | Guy Edwards                                      | S2.0                                             |
| 26°                                                              | 52                                               | Orsi / Onori                                     | Osella PA5 Ford                                  | Torino Corse                                     | S1.6                                             |
| 300 Kilómetros de Salzburgring 18/09/1977 Salzburgring           |                                                  |                                                  |                                                  |                                                  |                                                  |
| Pos                                                              | N°                                               | Piloto                                           | Auto                                             | Equipo                                           | Clase                                            |
| 1°                                                               | 2                                                | Vittorio Brambilla                               | Alfa Romeo T33/SC/12                             | Autodelta SpA                                    | S3.0                                             |
| 2°                                                               | 1                                                | Arturo Merzario                                  | Alfa Romeo T33/SC/12 Turbo                       | Autodelta SpA                                    | S3.0                                             |
| 3°                                                               | 3                                                | Dini / Francia                                   | Alfa Romeo T33/SC/12                             | Autodelta SpA                                    | S3.0                                             |
| 4°                                                               | 4                                                | Mallock / Edwards                                | Lola T296 Ford                                   | Ultramar Racing Lola                             | S2.0                                             |
| 5°                                                               | 5                                                | Herbert Müller                                   | March 75S BMW                                    | Herbert Müller                                   | S2.0                                             |
| 6°                                                               | 17                                               | Ghislotti / Camathias                            | Lola T296 BMW                                    | Citta dei Mille                                  | S2.0                                             |
| 7°                                                               | 6                                                | Pettiti / Tesini                                 | Osella PA5 BMW                                   | Torino Corse                                     | S2.0                                             |
| 8°                                                               | 14                                               | Eugen Strähl                                     | Sauber C5 BMW                                    | Francy Racing                                    | S2.0                                             |
| 9°                                                               | 20                                               | Bottura / Pellini                                | Osella PA3/5 Ford                                | San Marco                                        | S1.6                                             |

## Posiciones finales
| CONSTRUCTORES SP | CONSTRUCTORES SP | CONSTRUCTORES SP |
| Pos              | Equipo           | Puntos           |
| ---------------- | ---------------- | ---------------- |
| 1°               | Alfa Romeo       | 120              |
| 2°               | Osella           | 73               |
| 3°               | Lola             | 48               |
| 4°               | Chevron          | 41               |
| 5°               | Sauber           | 31               |
| 6°               | TOJ              | 15               |
| 7°               | AMS              | 14               |
| 8°               | McLaren          | 13               |
| 9°               | March            | 8                |

| Predecesor: WSC 1976 | Campeonato Mundial de Resistencia 1977 | Sucesor: WSC 1978 |

- Datos: Q2954089